# شركة ساب للطائرات
ساب (بالسويدية: Saab) هي شركة صناعة طائرات ومعدات دفاع مقرها السويد أسست في عام 1937 م في لينشوبينغ. أخذ أسم الشركة من اختصار الاسم الأصلي لها عند تأسسها وهو شركة طائرات السويد المحدودة (Svenska Aeroplan AB، حيث AB هي اختصار لكلمة aktiebolaget وتعني شركة محدودة). ومنذ التغيرات التي حدثت في ملكية الشركة في عقد التسعينيات، أصبح اسم الشركة الرسمي شركة ساب المحدودة (Saab AB).
بدأت الشركة أساسا كمصنعة للطائرات، ولكنها أخذت تحاول التنويع في أعمالها فبدأت في أواخر عقد الأربعينيات بتصنيع سيارات ساب. كان مقر هذا الفرع في مدينة ترولهاتن وأنتجت أول سياراتها -وهي من نوع ساب 92001 في 10 يونيو 1947 م. وسرعان ما اشتهرت السيارات التي تصنعها هذه الشركة نتيجة لسمعة الشركة الأم الجيدة. وفي أواخر عقد الخمسينيات، بدأت الشركة الأم الاستثمار في مجال الحاسوب بإنشائها لفرع داتاساب (Datasaab).
في عام 1969 م، اندمجت شركتا ساب وسكانيا-فابس (Scania-Vabis وهي شركة تصنيع شاحنات) وأصبح اسم الشركة الجديدة شركة ساب-سكانيا المحدودة حتى عام 1995 م. وفي عام 1990 م، اشترت شركة جنرال موتورز 51% من فرع سيارات ساب، واشترت ما تبقى بعد عقد من الزمن وإثر الأزمة المالية العالمية تخلت جنرال موتورز عن ساب بعد أن سببت لها الكثير من المشاكل المالية.